# Palazzo Biscari

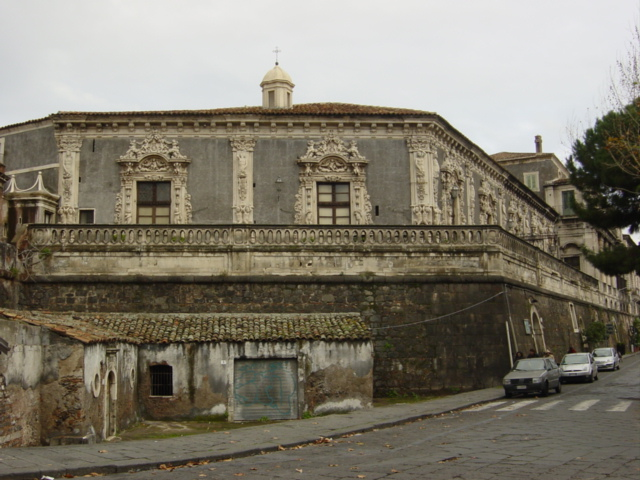
Het Palazzo Biscari met op de voorgrond de stadsmuur van Karel V

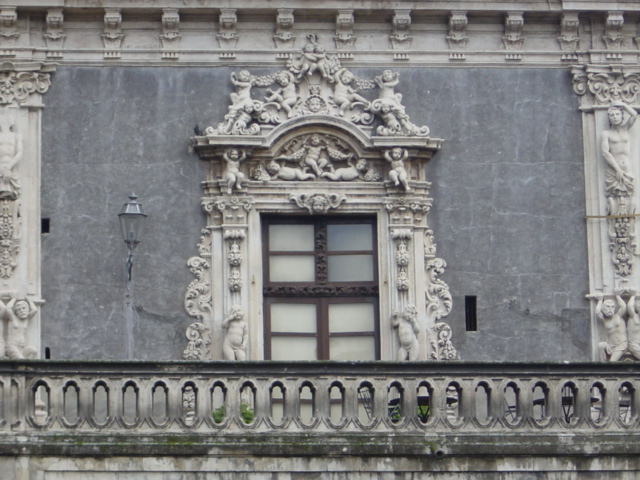
Venster van het paleis

Het Palazzo Biscari is een paleis in de Siciliaanse stad Catania.

## Geschiedenis
Na de vernietigende aardbeving van 1693 gaf Ignazio Paternò Castello, de derde prins van Biscari, opdracht tot de bouw van een paleis. Eind 17e eeuw werd begonnen met de bouw, die bijna de gehele daaropvolgende eeuw voort zou duren. Het nieuwe paleis werd op de 16e-eeuwse stadsmuur uit de tijd van keizer Karel V gebouwd.
Het oudste gedeelte van het paleis stamt uit de tijd van Ignazio en werd ontworpen door de architect Alonzo Di Benedetto. Vincenzo, de zoon van Ignazio, gaf aan de beeldhouwer Antonio Amato uit Messina opdracht tot de decoratie van de zeven vensters aan de zeezijde van het paleis. Later werd het paleis verbouwd onder Ignazio Paternò Castello, de vierde prins van Biscari. Het paleis werd in oostelijke richting uitgebreid naar het ontwerp van Giuseppe Palazzotto en later dat van Francesco Battaglia. In 1763 was het gebouw voltooid en werd het feestelijk geopend.
Op 3 mei 1787 ontving de prins van Biscari Johann Wolfgang Goethe in het paleis.

## Architectuur
De ingang van het Palazzo Biscari bevindt zich aan de noordzijde van het gebouw aan de Via Museo Biscari. De ingang leidt naar een binnenplaats met een grote dubbele trap. Het interieur van het Palazzo Biscari is gedecoreerd in de rococostijl, en vooral de feestzaal is rijkversierd met spiegels, pleisterwerk en fresco's geschilderd door Matteo Desiderato en Sebastiano Lo Monaco. 
In het paleis is een museum dat eens de collecties van Ignazio V huisvestte, maar tegenwoordig bevindt het merendeel van de collectie zich in het Castello Ursino in Catania.